# Bích Trâm
Nguyễn Phạm Bích Trâm (sinh năm 1990) nghệ danh Bích Trâm, là một nữ diễn viên người Việt Nam.

## Tiểu sử
Bích Trâm tên đầy đủ Nguyễn Phạm Bích Trâm, sinh năm 1990 ở Đồng Nai trong gia đình có hai chị em. Bố cô là công an, mẹ qua đời khi cô 12 tuổi. Cô học tài chính ngân hàng ở Đồng Nai và sau này học Quản trị kinh doanh ở trường Quốc tế Việt - Úc. Năm 2010, cô tham gia Hoa hậu Việt Nam, lọt vào Top 20 và đạt giải "Người đẹp Tài năng. Sau cuộc thi, Bích Trâm bén duyên với phim ảnh. Bộ phim đầu tay cô tham gia là "Đánh thức ước mơ" do Văn Công Viễn làm đạo diễn. Tiếp đó cô tham gia các bộ phim truyền hình như Đường chân trời, Con gái ông trùm, Thề không gục ngã.

## Phim đã tham gia
| Năm  | Tựa phim                       | Vai diễn     | Đạo diễn                    | Kênh       | Nguồn |
| ---- | ------------------------------ | ------------ | --------------------------- | ---------- | ----- |
| 2010 | Một dành cho em                | Ngân Khá     | Xuân Phước                  | HTV7       |       |
| 2011 | Đánh thức ước mơ               | Khánh Thương | Văn Công Viễn               | HTV9       |       |
| 2011 | Yêu lần nữa                    | Ngọc Vân     | Lý Khắc Lynh                | HTV7       |       |
| 2012 | Bến vắng                       | Kim Yến      | Võ Việt Hùng                | HTV7       |       |
| 2013 | Em đẹp em có quyền             | Khánh Chi    | Nguyễn Hoàng Vũ             | HTV7       |       |
| 2013 | Hương sầu riêng                | Duyên Mỹ     | Nguyễn Tiến Dũng            | SCTV14     |       |
| 2014 | Đường chân trời                | Loan         | Minh Trương                 | HTV9       |       |
| 2014 | Bản kê số phận                 | Chi          | Trần Ngọc Giàu              | Let’s Viet |       |
| 2015 | Thề không gục ngã              | Minh Tuyết   | Nguyễn Minh Cao             | HTV7       |       |
| 2015 | Con gái ông trùm               | Bích Vân     | Nguyễn Hoàng Trung          | ANTV       |       |
| 2015 | Khúc tương tư                  | Tuyết        | Xuân Phước                  | HTV7       |       |
| 2015 | Nữ cảnh sát tập sự             | Hoài Như     | Nguyễn Phương Điền          | VTV3       |       |
| 2016 | Giấc mơ phát tài               |              | Vương Quang Hùng            | HTV7       |       |
| 2016 | Vạch trần tội ác               | Bích Trâm    | Hải Long An                 | SCTV14     |       |
| 2016 | Dệt nắng cho ngày dài hơn      | Hương        | Xuân Phước                  | HTV9       |       |
| 2017 | Nhà có hai cửa chính           | Tuệ          | Nguyễn Minh Cao             | HTV9       |       |
| 2017 | Hồ sơ lửa P2: Người ba mặt     | Song Nga     | Đặng Minh Quang             | SCTV14     |       |
| 2018 | Bên kia sông                   | Mai Phương   | Phạm Ngọc Châu - Đỗ Phú Hải | HTV9       |       |
| 2019 | Ruby máu                       | Ngân         | Đặng Minh Quang             | ANTV       |       |
| 2019 | Oan trái nghĩa tình            | Tố Nga       | Hồ Ngọc Xum                 | SCTV14     |       |
| 2019 | Không lối thoát                | Uyển Lan     | Xuân Phước                  | THVL1      |       |
| 2021 | Lưới trời                      | Bà Đằng      | Nguyễn Phương Điền          | THVL1      |       |
| 2022 | Nghiệp sinh tử (phần 4)        | Bà Hai       | Bùi Ngọc Nam Phương         | THVL1      |       |
| 2024 | Trăm năm hạnh phúc được không? | Lan          | Nguyễn Mạnh Hà              | HTV7       |       |

## Đóng MV
| Năm  | Tựa                | Ca sĩ         |
| ---- | ------------------ | ------------- |
| 2010 | Yêu rất thật       | Quách Tuấn Du |
| 2010 | Tình yêu sẽ ấm lại | Quách Tuấn Du |

## Giải thưởng và đề cử
| Năm  | Giải thưởng   | Hạng mục                                     | Tác phẩm đề cử              | Kết quả   | Nguồn |
| ---- | ------------- | -------------------------------------------- | --------------------------- | --------- | ----- |
| 2017 | Ngôi Sao Xanh | Nữ diễn viên truyền hình được yêu thích nhất | Song Nga trong Người ba mặt | Đoạt giải | [ 6 ] |
| 2017 | Giải Mai Vàng | Nữ diễn viên điện ảnh - truyền hình          | Song Nga trong Người ba mặt | Đề cử     | [ 3 ] |